# Казе Оливијери (Равена)
Казе Оливијери је насеље у Италији у округу Равена, региону Емилија-Ромања.
Према процени из 2011. у насељу је живело 62 становника. Насеље се налази на надморској висини од 6 м.